# Junkers G 38

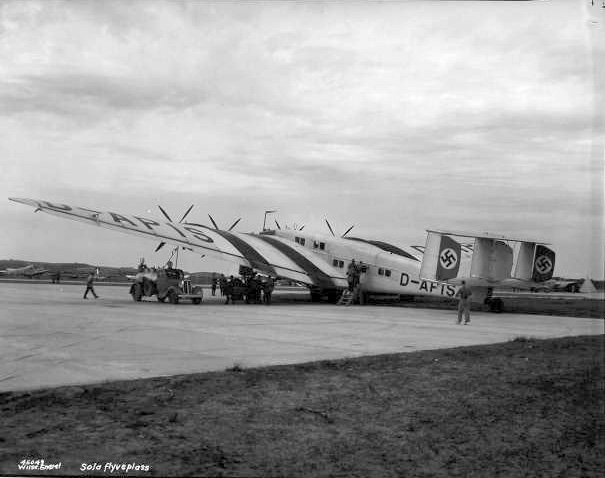
G 38 (D-APIS) der Lufthansa bei der Eröffnung des Flughafens Stavanger in Norwegen (1937)

Die Junkers G 38  war ein viermotoriges Groß-Verkehrsflugzeug in Mitteldeckeranordnung der Junkers Flugzeugwerk AG, Dessau.

## Geschichte
Die erste von nur zwei gebauten Maschinen wurde im Oktober 1929 mit der Werknummer 3301 fertiggestellt. Nach ersten Rollversuchen am 4. November 1929 fand zwei Tage später der Erstflug mit Chefpilot Wilhelm Zimmermann statt.
Ausgerüstet war die G 38 mit zwei 600 PS (441 kW) starken 12-Zylinder-V-Motoren vom Typ L 55 und zwei 400 PS (294 kW) starken 6-Zylinder-Reihenmotoren vom Typ L 8. Zugelassen wurde die Maschine am 27. März 1930, dabei erhielt sie das Kennzeichen D-2000.

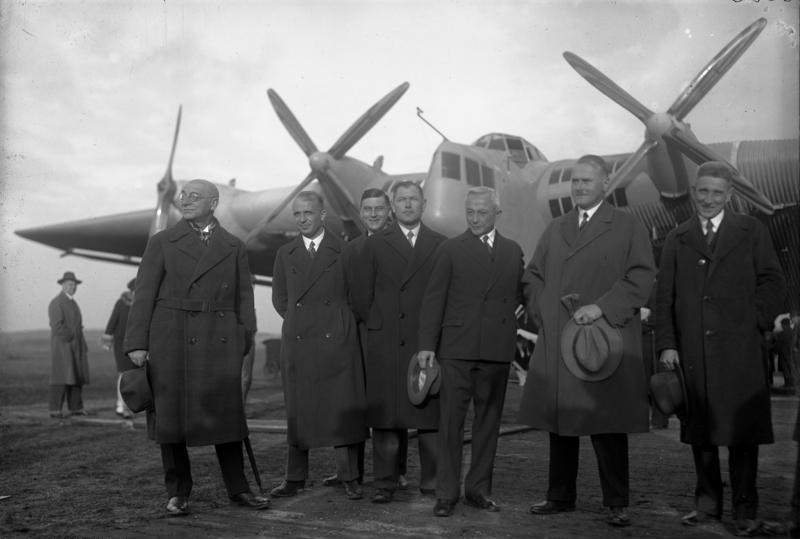
Hugo Junkers (3 v. r.) mit Mitarbeitern vor der G 38

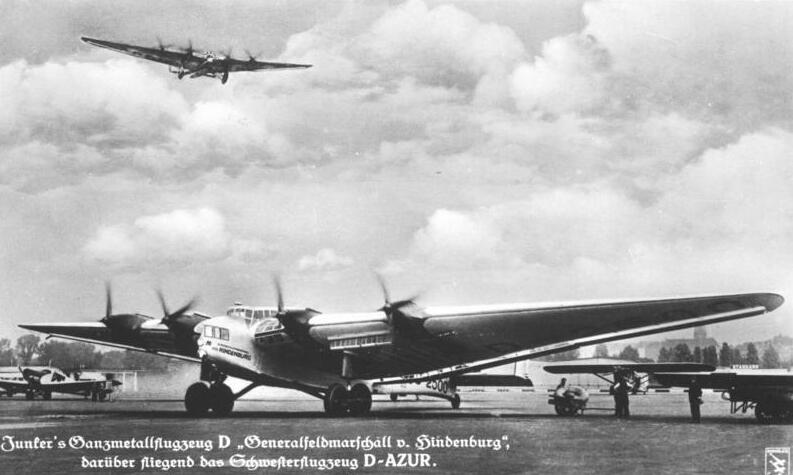
G 38 D-2500 und D-AZUR

Bereits beim Zulassungsflug wurden zwei Weltrekorde eingestellt, der Streckenrekord mit jeweils 5000 kg Nutzlast sowohl für geschlossene Strecke mit 5000 kg als auch über eine 100 km Strecke mit 200,636 km/h. Weitere Rekorde wurden mit ebenfalls 5000 kg Nutzlast in der geschlossenen Strecke mit 501,590 km, ein Dauerflugrekord mit drei Stunden und zwei Minuten sowie ein Geschwindigkeitsweltrekord mit 184,464 km/h aufgestellt.
Das Reichsluftfahrtministerium kaufte die Maschine und nutzte sie zu Demonstrationsflügen mit Passagieren im In- und Ausland.
Ab dem 2. Februar 1931 erhielt die D-2000 eine neue Innenausrüstung sowie neue 12-Zylinder-V-Motoren vom Typ L 88a mit 800 PS (588 kW) anstatt der L-55-Motoren. Mit einer Motorisierung von nun zwei L 8a und zwei L 88a wurde die Gesamtleistung auf 2.400 PS (1.765 kW) deutlich verbessert.
Die Maschine wurde der Deutschen Luft Hansa übergeben, welche sie im internationalen Liniendienst sowie für Sonderflüge einsetzte.
Bereits am 3. Oktober 1931 kam die Maschine wieder in die Junkers-Werft. Sie erhielt dort ein Zwischendeck für größere Frachtkapazität. Die Passagieranzahl konnte von 19 auf 30 erhöht werden. Ein Tausch der zwei L-8a-Motoren gegen solche vom Typ L 88a verbesserte nochmals die Flugleistungen. Mit nun vier L-88a-Antrieben ergaben sich 3.200 PS (2.354 kW). Die so umgebaute Maschine wurde von der Lufthansa vorwiegend auf der Flugstrecke Berlin–Hannover–Amsterdam–London eingesetzt.
1934 wurden die Motoren abermals getauscht, nun gegen vier Jumo-204-2-Takt-Gegenkolben-Dieselmotoren zu je 750 PS (552 kW), und das Kennzeichen in D-AZUR geändert. 1936 stürzte die Maschine, verursacht durch einen Montagefehler, bei Dessau ab, die Lufthansa musste sie als Totalverlust abschreiben.
Die zweite G 38 wurde bereits mit dem neuen Zwischendeck für insgesamt 34 Passagiere und einem auf 23,20 m verlängerten Rumpf fertiggestellt und als D-2500 (später D-APIS) am 1. Juli 1932 mit vier Junkers-L-88a-Motoren von der Deutschen Luft Hansa zu einem Kaufpreis von 1,5 Millionen Reichsmark übernommen. Wie die erste G 38 wurde auch die zweite Maschine im Jahre 1934 auf Jumo 204 umgerüstet. Ab 1939 wurde diese Maschine für militärische Transporte in der Kampfgruppe zur besonderen Verwendung 105 (KGr. z.b.V. 105) eingesetzt. Sie wurde im Mai 1941 in Griechenland durch britische Maschinen auf dem Flughafen Athen-Tatoi am Boden zerstört.
| Werknummer | anfängliches Luftfahrzeugkennzeichen | Luftfahrzeugkennzeichen ab 1934 |
| ---------- | ------------------------------------ | ------------------------------- |
| 3301       | D-2000                               | D-AZUR                          |
| 3302       | D-2500                               | D-APIS                          |

Mitsubishi baute sechs G 38 in Lizenz als schwere Bomber Mitsubishi Ki-20. Die Junkers-Lizenzbezeichnung war K 51, wobei das Präfix „K“ (bis 1926 war dies „H“) für unbewaffnete Prototypen oder zivile Versionen von potentiellen Kampfflugzeugen verwendet wurde. Die bewaffneten Varianten der Flugzeuge konnten wegen der Beschränkungen des Versailler Vertrages nur im Ausland gebaut werden. Die Ki-20 blieben bis 1941 im Einsatz.

## Konstruktion
Bei diesem Typ wurde das Junkers-Patent zum „dicken Flügel“ aus dem Jahre 1910 vollkommen umgesetzt: Motoren, Treibstoff und zum Teil auch Passagiere wurden im Flügel untergebracht.

## Technische Daten
| Kenngröße                  | Junkers G 38 (1929)                                | Junkers G 38 ce (1932)                                                       |
| -------------------------- | -------------------------------------------------- | ---------------------------------------------------------------------------- |
| Besatzung                  | 5                                                  | 7                                                                            |
| Passagiere                 | 13–19, später 30                                   | 34                                                                           |
| Länge                      | 21,44 m                                            | 23,20 m                                                                      |
| Spannweite                 | 44,00 m                                            | 44,00 m                                                                      |
| Höhe                       | 7,20 m                                             | 7,20 m                                                                       |
| Flügelfläche               | 290,00 m²                                          | 290,00 m²                                                                    |
| Flügelstreckung            | 6,7                                                | 6,7                                                                          |
| Flächenbelastung           | 73,25 kg/m²                                        | 79,2 kg/m²                                                                   |
| Leistungsbelastung         | 8,7 PS/kg                                          | 7,6 kg/PS                                                                    |
| Flächenleistung            | 8,40                                               | 10,3 PS/m²                                                                   |
| Leermasse                  | 14.905 kg                                          | 16.800 kg                                                                    |
| Startmasse                 | 21.240 kg                                          | 23.000 kg                                                                    |
| Triebwerke                 | 2 × Junkers L 8a 2 × Junkers L 88/55a              | 4 × Junkers L 88a                                                            |
| Startleistung              | je 420 PS (309 kW) je 800 PS (588 kW)              | je 850 PS (625 kW)                                                           |
| Höchstgeschwindigkeit      | 190 km/h                                           | 200 km/h                                                                     |
| Reisegeschwindigkeit       | 170 km/h                                           | 185 km/h                                                                     |
| Landegeschwindigkeit       | 106 km/h                                           | 93 km/h                                                                      |
| Steigzeit                  | 9,5 min auf 1.000 m Höhe 22,5 min auf 2.000 m Höhe | 6,6 min auf 1.000 m Höhe 17,0 min auf 2.000 m Höhe 34,0 min auf 3.000 m Höhe |
| Steigleistung              | 2,0                                                | 2,95 m/s                                                                     |
| Dienstgipfelhöhe           | 2.500 m                                            | 3.100 m                                                                      |
| Reichweite                 | 1.945 km                                           | 760 km                                                                       |
| Startrollstrecke           | 500 m                                              | 400 m                                                                        |
| Landerollstrecke           | 300 m                                              | 260 m                                                                        |
| Startstrecke auf 20 m Höhe | ca. 765 m                                          | ca. 575 m                                                                    |
| Landestrecke aus 20 m Höhe | ca. 615 m                                          | ca. 455 m                                                                    |